# Święty Pambo
Pambo (ur. ok. 304, zm. ok. 375) – mnich żyjący w IV w. na Pustyni Nitryjskiej, jeden z Ojców pustyni. 
Według niektórych opowieści Pambo był analfabetą, co nie przeszkodziło mu przyjąć przed 340 święceń kapłańskich. Jego cnotliwe życie było przedmiotem pochwał Antoniego Wielkiego i Pimena Wielkiego. Uczniami Pambo byli mnisi Eutymiusz, Euzebiusz, Ammoniusz oraz Dioskur, późniejszy biskup Hermopolis
Pambo zmarł po 374. Według legendy na krótko przed śmiercią spotkał się z Melanią Rzymską, która przekazała mu dar - 300 funtów srebra. Gdy mnich nie ocenił nawet wartości wręczonego daru, kobieta oburzona sama powiedziała, jak cenne kosztowności przyniosła. Pambo pouczył ją, iż Bóg sam zna wartość darów. Następnie nakazał rozdać srebro ubogim klasztorom.